# فهد يكن
فهد يكن مغني سوري، عرف من خلال أغنية "صباح الخير يا وطناً"، التي كتبها الشاعر اليمني عباس الديلمي، وغناها بالشراكة مع الفنانة أمل عرفة. بعد غناء عدد من الأغاني الوطنية والعاطفية، اعتزل الغناء وسافر إلى المملكة العربية السعودية في عام 1991م، حيث لا يزال يعيش ويزاول مهنة مهندس ديكور في مدينة الرياض.